# جونگ ها-نا
جونگ ها-نا (به انگلیسی: Jung Ha-na)(زاده ۲ فوریه ۱۹۹۰) خواننده، ترانه‌سرا کره‌ای است.